# César Santafé
César Santafé (Cali, 18 de enero de 1954– Cali, 30 de marzo de 2019) fue un docente, escultor, dibujante y pintor colombiano, cuyos ancestros españoles lo animaron a los 17 años a estudiar Ingeniería Técnica Textil en la ciudad de Tarrasa, España. En el mismo año descubrió su vocación por las bellas artes. Con la pintura su vida tenía sentido dando nacimiento al destino artístico de César Santafé en 1971, bien puede hacerlo ver y sentir como un artista adoptivo de Cataluña, fiel a un estilo expresionista anti realista contemporáneo. Considerado padre del Cubismo Cinético, inspirado por Pablo Picasso, eje central de sus obras e investigación a lo largo de su vida. 

“Mi producción artística refleja la esperanza en la que mi alma propende por ‘querer’, ‘desear’ y ‘anhelar’ la luz. Los cuadros germinan naturalmente en la esencia expresionista de ensoñación libre, y en el encuentro del sosiego con la vida culmino una tragedia sublimada, marcando así en cada pálpito su destino”
César Santafé

## Biografía
César Augusto Santafé Varcárcel nació el 18 de enero de 1954 en la ciudad de Santiago de Cali. En 1971 se gradúa de bachiller en el colegio franciscano Pío XIX y en ese mismo año viaja a España para estudiar ingeniería textil en la Universidad de Cataluña, pero el dibujo, las formas y el color le ganan la partida a la ingeniería; allá, en el Viejo Continente, inicia su camino en el estudio básico del dibujo y de la pintura con maestros catalanes.
Regresa a Colombia, a su ciudad natal, en 1974, y con el deseo de ser artista se matricula en el Instituto Popular de Cultura, donde se gradúa en 1979 e ingresa inmediatamente como docente en la misma institución, labor que ejerce, continuamente, durante 37 años, orientando a los educandos en el aprendizaje del dibujo y de la pintura.
Santafé ha hecho del dibujo y de la pintura al óleo su forma de expresión plástica; desde las miradas y la soledad del ser humano, se acerca a la representación de la música con sus músicos y bailarines y, buscando en su imaginario infantil, construye la familia del circo, pero antes de su cubismo cinético se interesa en el sentido y significado de lo trágico de la condición humana expresada a través de la temática de los mitos y la caída.
Después de su jubilación en el año 2016, continuó pintando, todos los días, con la disciplina que siempre lo caracterizó hasta el día de su muerte el 30 de marzo del año 2019, construyendo con curia y detalle bocetos que la memoria le ayuda a poner sobre lienzo, y en esa tarea buscó afianzar su teoría del color, descubriendo otros elementos técnicos que le permitieron resolver la armonía polícroma de su paleta.
Su trágico fallecimiento ocurrió en circunstancias confusas, suicidio, cuando el 30 de marzo, en las primeras horas de la madrugada, cayó desde el decimoséptimo piso del edificio en el que compartía su residencia con su familia en el oeste de su ciudad natal.

## Las Primeras Obras

### Las miradas, los oficios

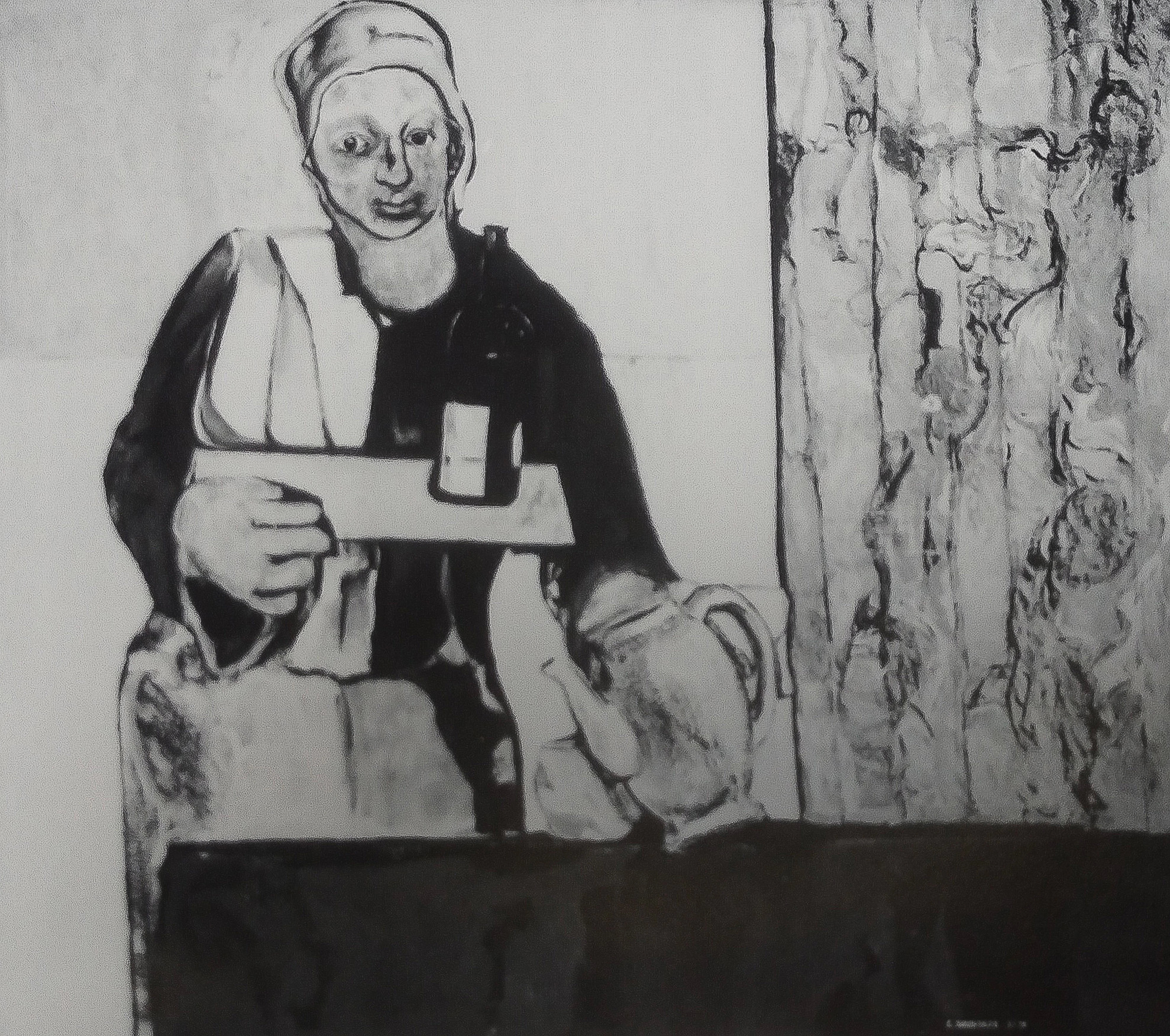
Primeras obras de César Santafé: Un personaje. Óleo sobre lienzo. 130 cm x 150 cm. 1978

Se interesó por la mirada del ser humano, la soledad y los oficios desarrollados para sobrevivir. El aprendizaje del dibujo es un proceso complejo, y la pintura exige un esfuerzo similar. Veía en los rostros la expresión de la mirada; Sin embargo, en el arte del retrato, se enfrentó más a cuestiones de psicología que de proporciones anatómicas. Fue aquí donde surgió su interés por plasmar la soledad en las miradas y la incertidumbre vacío frente al existencial. Encontraba estos temas recurrentes en la vasta iconografía de las expresiones a lo largo de la historia de la pintura.
En sus primeras obras, que se centraban en bodegones, naturalezas muertas, manteles y utensilios, buscaba capturar la inquietud en las miradas de los meseros. Este proceso se extendió a lo largo de diez años, durante los cuales César Santafé exploró en profundidad la pintura romántica francesa. Según él, sus primeras pinturas son objetos de estudio en los que reinterpretó los sentimientos capturados en la "vasta iconografía de las miradas en la historia de la pintura, incluyendo el retrato, la soledad en la mirada, la incertidumbre, la inseguridad y las alegrías", cotidianos que emergen con los sentimientos y la subjetividad del hombre moderno.

### La Textura
Con una profunda inquietud acerca del tema del movimiento en su obra, se hizo necesario investigar por qué a lo largo de la historia, los pintores han empleado texturas que originalmente identifican sus cuadros. A pesar de la abundancia de pinturas lisas, con velasduras y sin textura que comparten la categoría de "movimiento", en su trabajo, él rescata un concepto que se origina en la tradición artística francesa: el conceptualismo en la obra, caracterizado por su enfoque. intelectual y su propensión a ofrecer una comprensión desafiante.

### Composición
En sus primeras obras, la composición de los cuadros se caracterizaba por su enfoque centrado y espacialmente cerrado. El fondo se componía en planos, influenciado por la pintura moderna. Se proponen nuevos movimientos artísticos, como el cubismo, que presentan una composición más activa en el plano. También surge el arte abstracto. Actualmente, se habla de la rematerialización de los cuerpos en el arte abstracto, explorando nuevas formas de expresión social. La autora considera importante investigar tanto la pintura como el "arte actual". Se enfoca en la búsqueda de nuevas formas de composición y la creación de un lenguaje pictórico único. Respecto a quienes se dedican a temas específicos en su obra, como Cézanne con las manzanas, pero busca una visión más amplia y una luz que guía su enfoque artístico.

## Obras
Inspirado en Pablo Picasso, estudió y desarrolló el cubismo cinético, un área del arte cinético. Bajo ese concepto, el artista pintó y esculpió obras figurativas expresionistas, con temáticas específicas sobre leyendas y mitos bíblicos, desnudos artísticos, minotauromaquia, guerreros, composiciones de teorías deconstructivas y temas circenses, sus preferidos, donde los personajes: payasos, trapecistas, malabaristas, arlequines, contorsionistas, equinos y otros seres propios del espectáculo son recurrentes en sus obras.

### Temáticas
César Santafé se refería a su obra como una propuesta que rescata el carácter romántico de la pintura figurativa, cuyo sentido metafórico está contenido en la frase “Mis Descompuestos Amores”, del poeta Charles Baudelaire, cuya esencia está determinada por la búsqueda de lo bello.

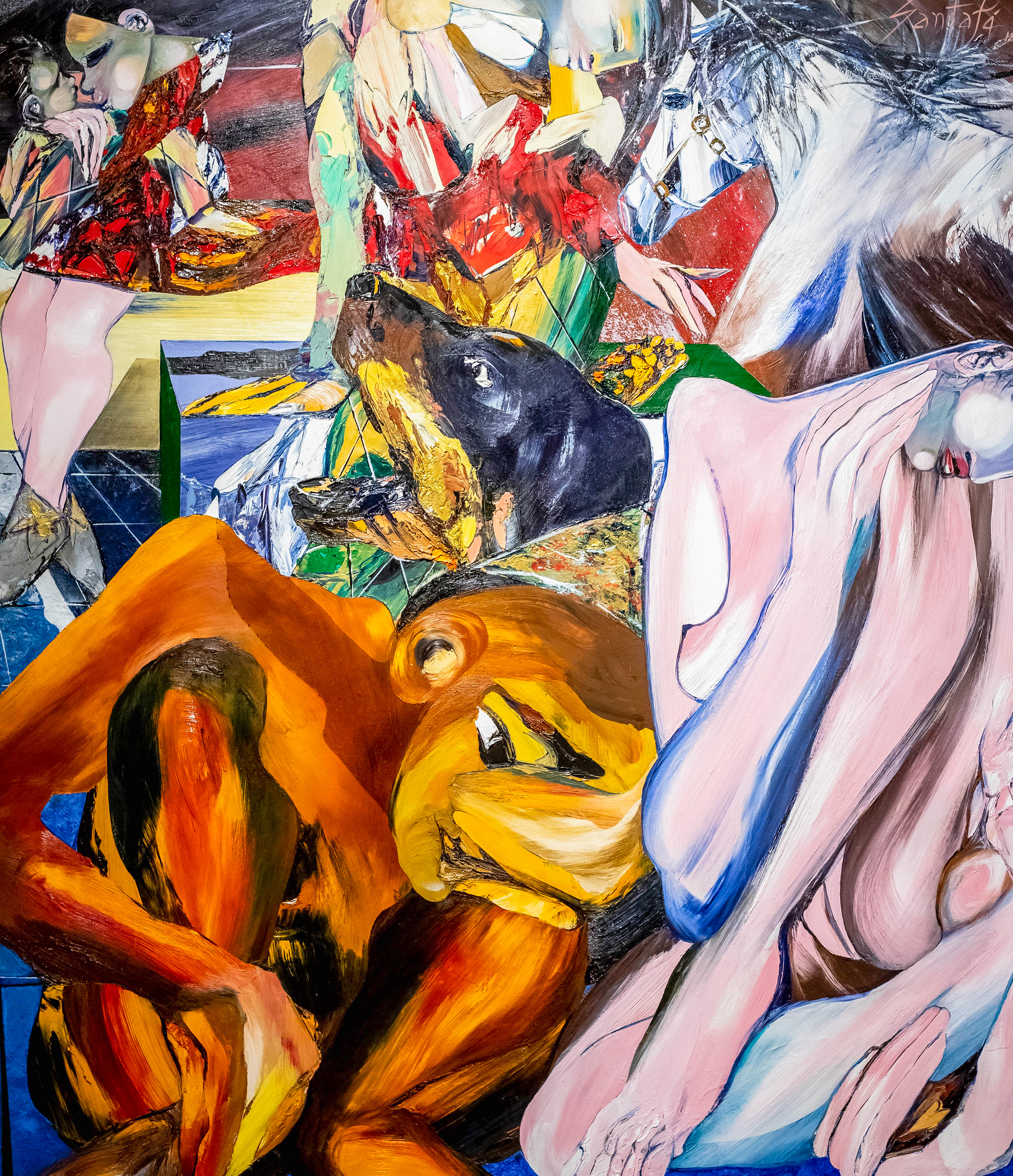
Familia del Circo. Mixta. 114 cm x 160 cm. 2018

#### La Familia del Circo
Símbolo de la creatividad y el resurgimiento que exalta la vida ante la angustia y el caos.

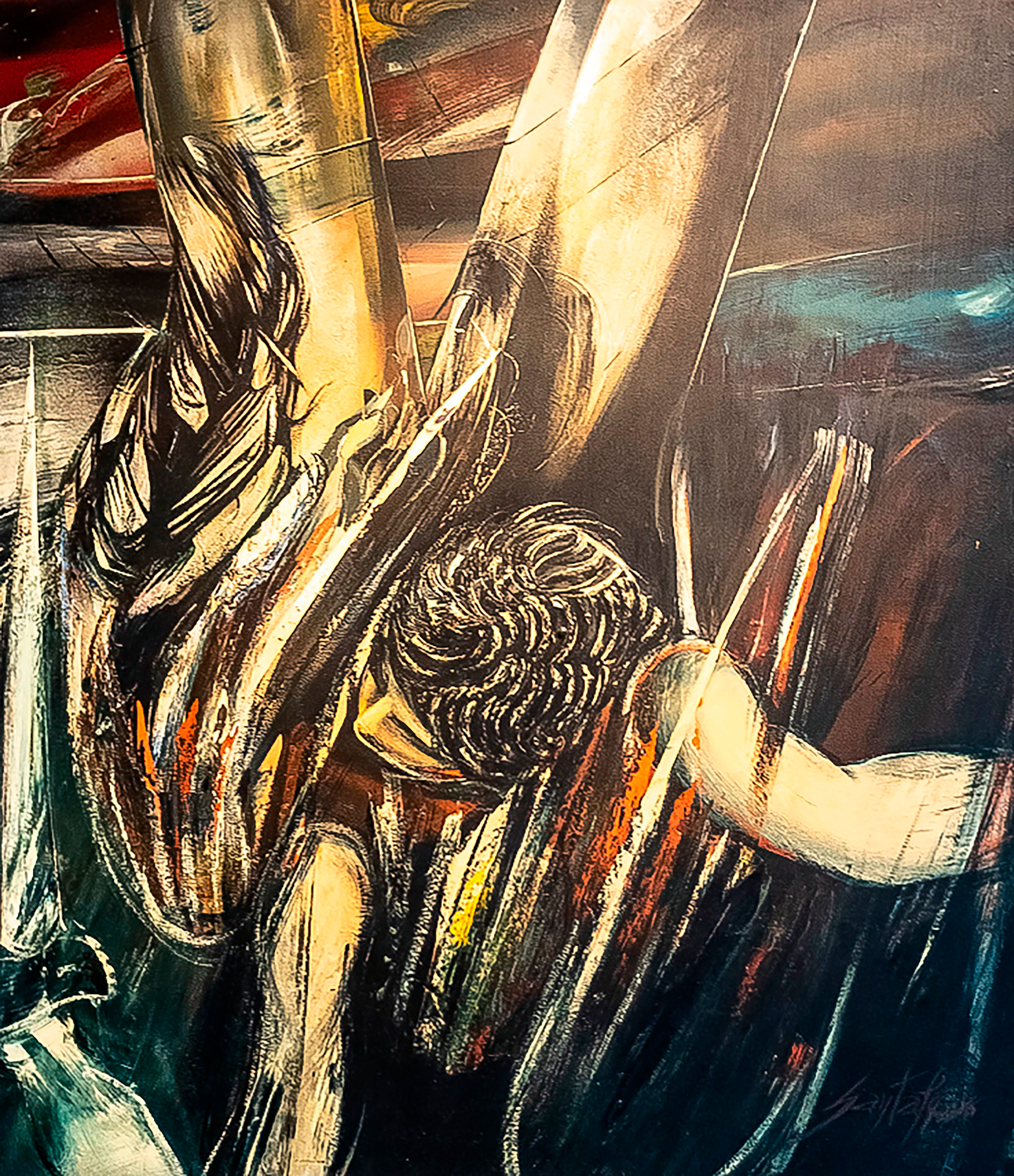
Ángel Caído. Óleo sobre lienzo. 190 cm x 180 cm. 1985

“El tema que surge por excelencia en la pintura expresionista de César Santafé se nutre de la experiencia del circo, y esa mundología asume la tradición del rescate de la voluptuosidad de las escenas circenses en la historia romántica de la pintura. Al tratar el asunto de lo risible en la unión del payaso y los animales, César Santafé representa la relación fraternal filial de la gran familia del circo; también este grabado propone un sentido cómico del carácter alegórico a la espiritualidad y al resurgimiento.”

#### La Caída / Mitología de Puñales
El nombre de la temática Mitología de Puñales surge al leer un poema de Jorge Luis Borges, El Tango, que expresa Una mitología de puñales / lentamente se anula en el olvido. Este poema canta a los cuchilleros del tango, y en sentido filosófico, a ese ser sustancial que se revela en el mal; pero habla solo de los héroes del malevaje que "sin Odio, Lucro o Pasión de Amor se acuchillaron" 
A diferencia del poema, la obra de César Santafé no transmiten la elegía de algún héroe, en ellas se resalta la sangre de los muertos. Sus obras cobran un sentido simbólico y, como en todo asunto desgarrador, se acompaña de la Caída de los Mitos y del Tártaro. 

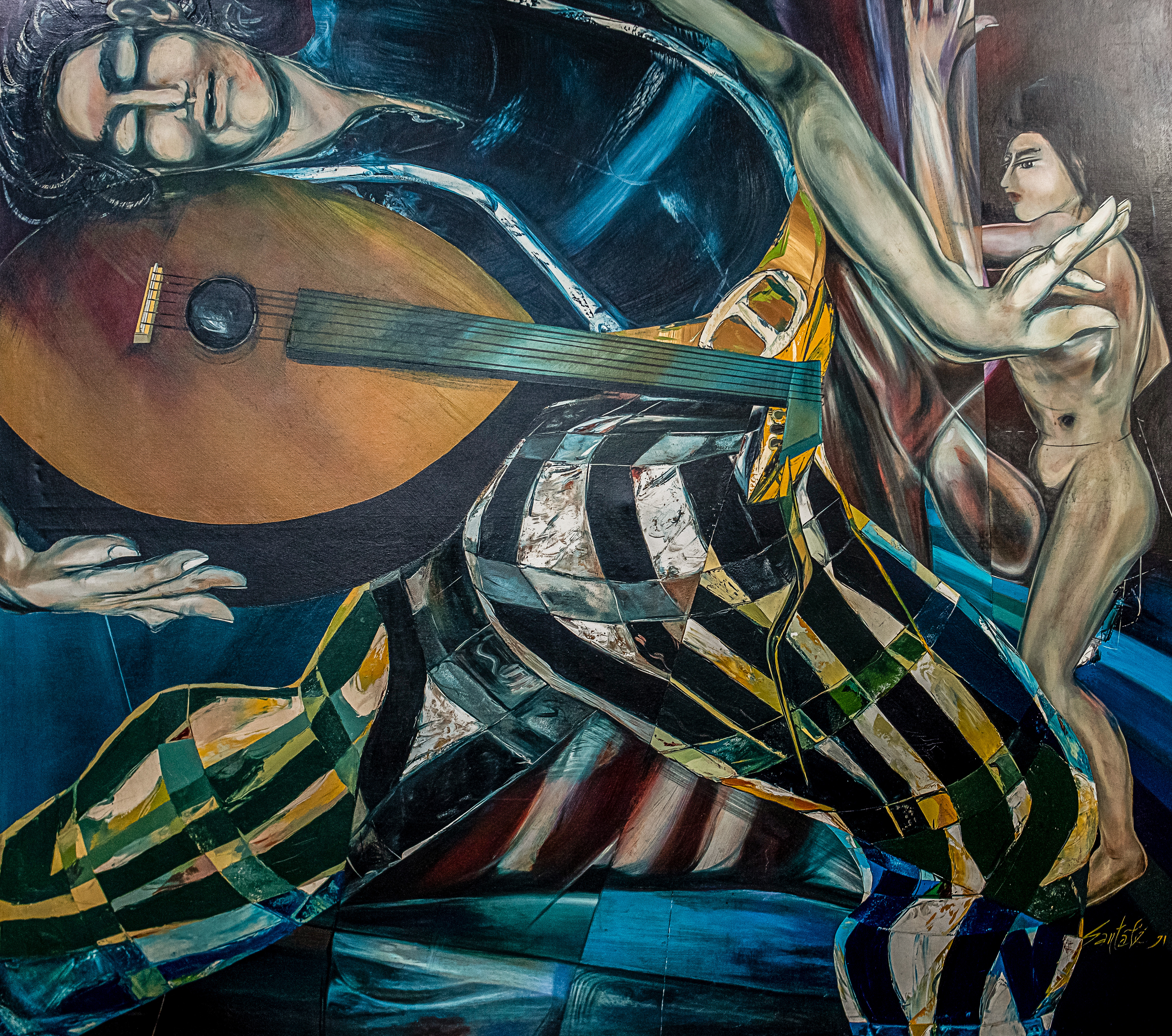
Músico Moderno. Óleo sobre lienzo.180 cm x 200 cm. 1991

“La caída de los mitos esboza una parábola sobre el pensamiento del mal o el infausto pensamiento de la ferocidad, que está encenegado en la adoración de la guerra y lo cruento de la barbarie. La metáfora sobre la pérdida que se da en la adversidad no sobra por dos razones: primero, porque cuando se produce en los caminos de la perversión exige de nosotros un candil ético; y, segundo, si vivimos en el mundo de la paz y la felicidad, también está la muerte. La conciencia que el ser humano tiene de sí mismo ha inspirado en las religiones el concepto de la muerte como un castigo.”
César Santafé

#### Músicos
César Santafé no fue músico, pero eso no le impidió acercarse a la música. Durante su adolescencia, practicó la guitarra durante cinco años como un acto lúdico, marcando así su primer acercamiento al ámbito artístico. En su vida como pintor, se sintió atraído por la estética de los instrumentos y la originalidad de los sonidos que producían.
Realizó algunas obras de gran formato con esta temática, siendo su obra más destacada "Violinista" (1986). En ese momento, Santafé sintió la necesidad de elevar la realidad en el plano sensorial y psíquico. Como parte de este proceso, comenzó a elaborar bocetos antes de sus pinturas para poder estudiar y analizar la obra antes de plasmarla en un lienzo definitivo.

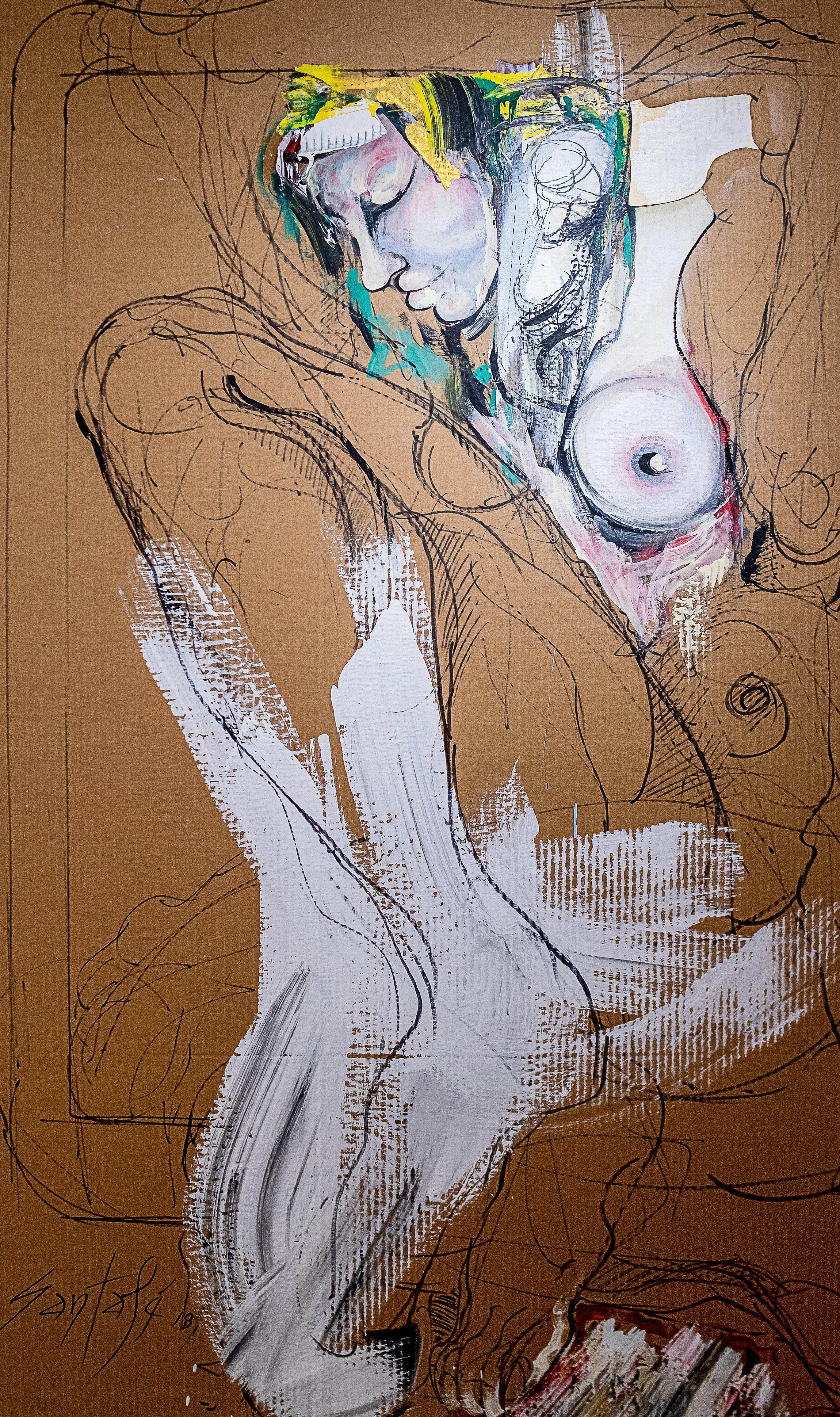
Dibujo Erótico. Mixta sobre cartón. 107 x 176,5 cm. 2018.

#### Dibujos Eróticos
Representa la pulsión de la vida y nos invita a superar la mera imagen, la simple vida orgánica. La pintura erótica para César Santafé plantea, en primer lugar, una liberación íntima de la voluntad que nos permite representar con desenfreno la pasion que esta mas completamnete metida en el cuerpo. Segundo, la interpretacion del cuerpo a partir de ecos de la experiencia erógena. El cuerpo se transforma en una condición natural que da acceso al mundo exterior y necesita un simbolismo para proyectar deseo halgo mas que a la simple realidad biologica. 

“El problema mío no es la pasión frente a la homosexualidad o el erotismo masculino, sino que, de alguna manera, sin esa desnudez no se puede dar la relación erótica con la mujer. El acto erótico no necesariamente culmina en la relación carnal; no se trata de eso, aquí aparece el rostro de la mujer que lo acompaña; él puede estar sentado o acostado en una cama, no se sabe dónde. Al igual que en Cristo, mi interés era crear una proporción del cuerpo masculino que tuviera una estética agradable que proviene de la estética renacentista, muy distinta a la de Luis Caballero que utiliza una reiteración sobre Miguel Ángel, en este caso utilizo a Leonardo da Vinci y su concepto del desnudo masculino. La desnudez aún sigue siendo un tabú en la educación artística. Es muy interesante porque muchas escuelas inglesas han estudiado ese problema, incluso hoy en día, desde la historiografía feminista que ha transformado completamente los métodos de nvestigación de la historia del arte. Esta historiografía considera que el dibujo de la mujer desnuda no es consecuente con la realidad misma de la mujer, la desnudez femenina se ha convertido en un liché narcisista y patriarcal, que habría que problematizar en torno al asunto del aprendizaje. Por otro lado, hay muchos pintores que evitan pintar el pene en los hombres desnudos.“
César Santafé

## Cubismo Cinético

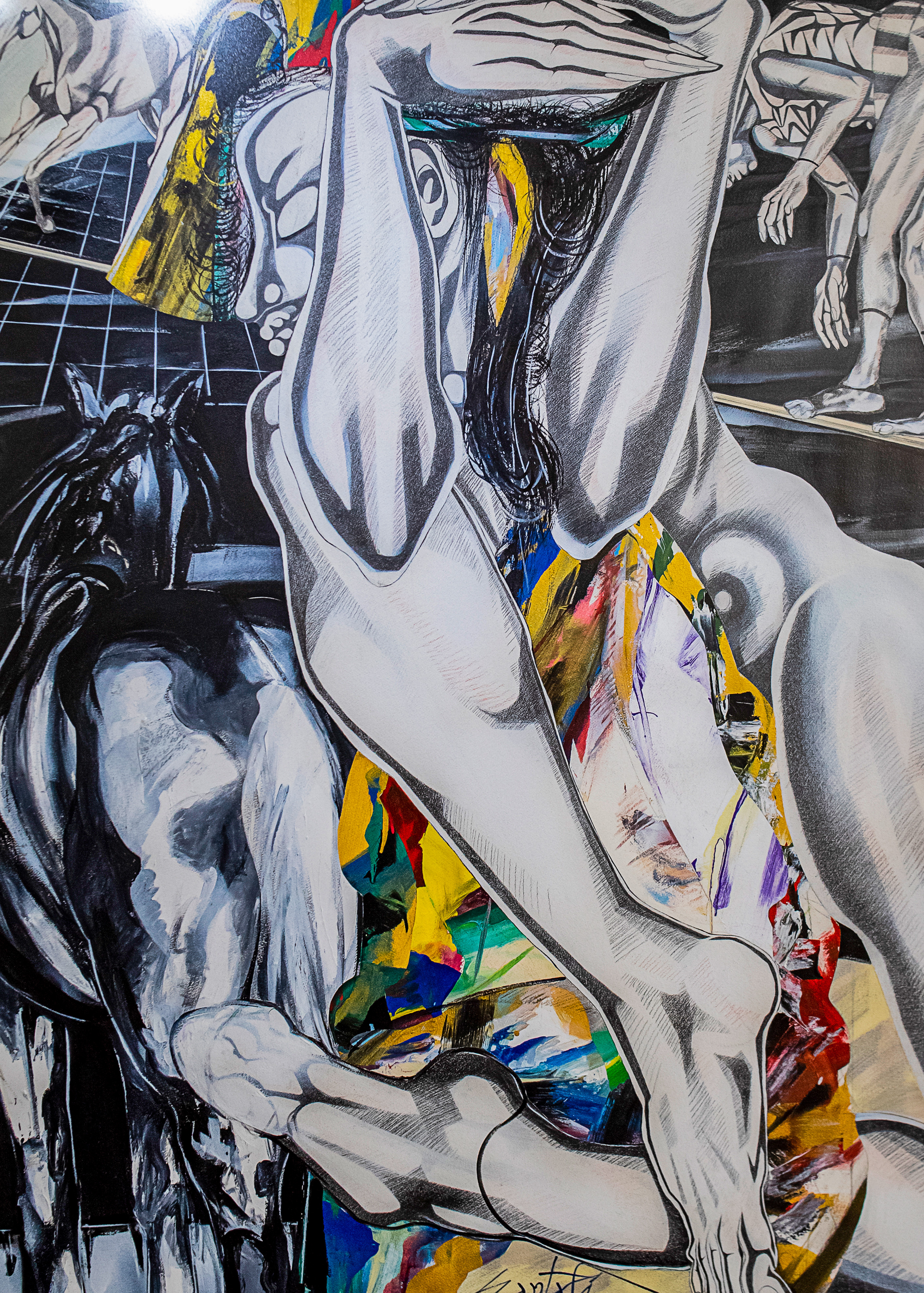
Familia del Circo. Mixta. 114 cm x 160 cm. 2019.

El Sistema Circular Cubista es la piedra de toque de significación filosófica propia convertida en fenomenología pura, donde consagró la vida en imágenes a su raíz más esencial, lo cual es la idea del expresionismo entendido como una variación mística.
Inspirado por Picasso y después de conocer su obra, decidió investigar sobre el cubismo y plasmarlo en muchas de sus obras.

“La razón de ser de la invención del Cubismo cinético. Coloco a girar sobre su propio eje el objeto que voy a representar, a la vez que el sujeto que lo piensa, que soy yo, gira sobre su propio eje, albergando en sí el infinito, porque somos seres que giramos sobre nuestro propio eje y, a la vez, sobre el eje del planeta tierra. El Cubismo histórico ejerció pocas veces el cinetismo en la superposición de planos, más bien, fue un arte preocupado enteramente por la relación entre la disposición del objeto sólido y el espacio que lo contiene. La innovación del Cubismo cinético se diferencia de los pintores anteriores, quienes se centraban en la planimetría y la simultaneidad. La geometría cubista o picassiana propone la asociación de planos y obra, como correspondía al titilar funambulesco de la pintura moderna, es decir, era la moda en 1910-1920. El Cubismo ideó una interpretación infinitesimal del objeto mediante la ocultación. Por eso, para Matisse fue tan difícil aceptar esta propuesta cubista, pues todavía estaba inmerso en la concepción de la belleza tradicional. La palabra ocultación, debe entenderse en un sentido físico, como sucede en el cuadro futurista de Duchamp, Mujer bajando las escaleras, donde el personaje principal de la escena destruye la forma y descompone a la figura en dirección contraria al destino  esencial del objeto.”
César Santafé

## Exposiciones
- 1984 – “La Imagen Diluida en Cinco Actos”, Galería de la Universidad Libre, Cali - Colombia.

- 1989 - “London Art Fair Internacional”, Londres – Inglaterra.

- 1992 - “Obra Negra”, Salón Cultural de la Caja Agraria, Cali - Colombia.

- 1995 - Cuatro semblantes, L.C.M. Gallero, Cali - Colombia.

- 2003 - Disoñadores de Asombros Sala Van Gogh. Cinco (Dream,. Five of Amezement). Universidad Santiago de Cali, Cali - Colombia.

- 2005 - Sala Proartes, Estandartes (Banners), Cali - Colombia.

- 2007 - Centro Cultural Comfandi “Pinturas Phanor León-Dibujos”, Cali - Colombia.

- 2008 - Club de Ejecutivos, Segunda Bienal de Pintura Contemporánea (Second Psennnal of Contemporary PaintIng), Cali - Colombia.

- 2013 - COLOMBIARTE: Milan Gallery Zone Sundance Secare, (Downtown) Fort worth, Texas - Estados Unidos.

- 2013 - “Representad artists new works”, Art Basel, Bienal de Miami, Red dot art fair, Miami, Florida - Estados Unidos.

- 2013 - “The Latín American Pavillon” presenta artista de Colombia, Miami Beach, Florida - Estados Unidos.

- 2014 - “Latin art in the gallery luninarie” opens on June 14. Dallas, Texas - Estados Unidos.

- 2014 – “Speetrum Miami show”, Celebration of contemporary figurative art, LumiArt Gallery, Dallas, Texas, Estados Unidos.

## Exposiciones póstumas
Se han realizado muestras de sus trabajos plásticos, exposiciones colectivas y/o eventos culturales en su homenaje, destacan:  
- 2019 - “Vigésimo primer encuentro nacional de pintura y poesía”, evento cultural realizado por la Fundación de Artes Plásticas y Literatura de la ciudad de *Palmira, Valle del Cauca - Colombia.

- 2019 - “Colectiva en Homenaje a César Santafé”, realizada en el Club de Ejecutivos de la ciudad de Cali - Colombia.
- 2022 - “César Santafé por siempre”,[15] Exposición realizada en la biblioteca Departamental Jorge Garcés Borrero, Instituto Popular de Cultura, IPC, Cali - Colombia.[16]
- 2023- "La Última Obra",[17] Exposición realizada en El Finestral Gallery, Cali - Colombia.[18]
- 2023 - "Inauguración Sala Santafé", Exposición realizada en la sala fundada en honor al pintor César Santafé, Cali, Colombia.
- 2024 - "Entre mitos y cuerpos", Exposición de arte realizada en la Sala Santafé el 12 de octubre de 2024 cómo antesala a la COP16 realizada en Cali, Colombia.
- 2024 - Exposición conjunta en la Pinacoteca del Edificio Coltabaco (Actual Universidad de las Artes y las Culturas Populares IPC) del  19 de octubre al 2 de noviembre en el marco de la COP16 realizada en Cali, Colombia.
- 2024 - "Preludio", Exposición de dibujos y bocetos. Realizada del 5 al 8 de noviembre en la Fundación PONS en Madrid, España.

## Logros
El artista recibió durante su trayectoria varios premios, reconocimientos por su trabajo artístico. Algunos de ellos: 
- 2019 – “César Santafé: Una vida, una obra”, publicación de libro en homenaje póstumo, Universidad del Valle, Cali, Valle del Cauca - Colombia.[19]

- 2016 – Artista invitado a la II Ronda de exhibición, Showcase Winner in the painting Category, Contemporary Art Network, New York - Estados Unidos.

- 2011 - Ganador del segundo premio en la “II Bienal nacional de arte y pintura contemporánea”, actividad artística llevada a cabo por el Club de Ejecutivos de la ciudad de Cali - Colombia.

- 2011 - Artista del Año, Exaltación otorgada por la Fundación de artes plásticas y literatura, acto realizado en el municipio de Palmira, Valle del Cauca - Colombia.

- 2007 - Ganador del III lugar del concurso de Ensayo, “Palabras Autónomas”, actividad literaria organizada por la Universidad Autónoma de Occidente, Cali, Valle del Cauca - Colombia.

- 1985, 1996, 1998 - Seleccionado segundo, tercero, y cuarto “Salón de arte de la Cámara de Comercio”, de la ciudad de Cali, Valle el Cauca - Colombia.

- 1977 - Seleccionado al Vigésimo cuarto Salón Nacional de Arte, Bogotá D.C. - Colombia.

- 1976 - Mención de Honor, obtenida durante del Primer Salón de Pintores del Occidente Colombiano, evento artístico realizado por el  Centro Colombo Americano, de la ciudad de Cali - Colombia.